# 馬京達瑙蘇丹國

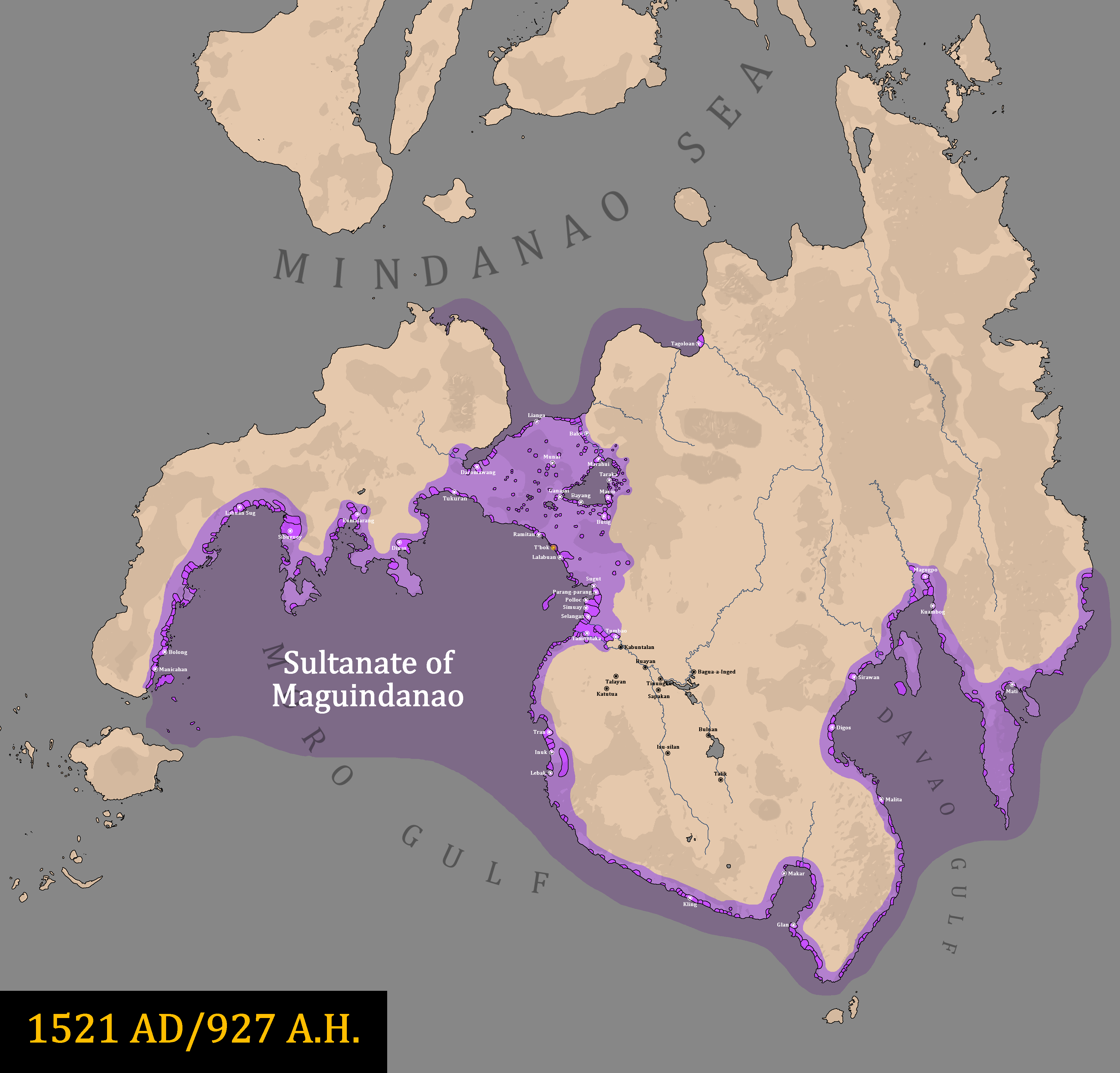
馬京達瑙蘇丹國疆域

馬京達瑙蘇丹國存在于1515年—1899年的穆斯林國家，统治今菲律賓南部的棉蘭老島的部分地區，特別是今馬京達瑙省（南馬京達瑙省和北馬京達瑙省）、索克薩爾根、三寶顏半島和達沃地區。在歐洲殖民時代，该國與英國和荷蘭的商人保持友好關係，與西班牙則一直敵對。

## 歷史
馬京達瑙省由柔佛人謝里夫·卡本蘇安於15世紀創立，他娶了當地的一位公主。最初，蘇丹國佔領了哥打巴托山谷。在這個蘇丹的領導下，進行了積極的伊斯蘭化。
馬京達瑙在蘇丹迪帕圖安·庫達拉特（1619–約1671年）統治期間蓬勃發展，其權力延伸到整個棉蘭老島。此外，他還成功地擊退了西班牙人對蘇丹國的第一次進攻，並摧毀了他們的三寶昂要塞(但於1705年將巴拉望島割讓給西班牙政府)。
在庫達拉特的孫子阿卜杜勒·拉赫曼的領導下，蘇丹國的加強仍在繼續。在接下來的幾十年裡，蘇丹國不得不與西班牙殖民者抗衡。然而，在1719年，馬京達瑙與西班牙結盟，以爭取其在與蘇祿蘇丹國的戰爭中的支援。
從十八世紀開始，馬京達瑙開始逐漸減弱。此時，西班牙人重建三寶顏（1719年），並於1851年秋天再次襲擊了蘇丹國，1861年，蘇丹庫達拉特二世允許西班牙人駐軍哥打巴托，並於1863年開始為自己和兒子從他們那裡獲得養老年度金（800比索）。
在1870年代，馬京達瑙最終解體，1888年，西班牙人征服蘇丹國位於拉瑙湖地區的的最後一個獨立據點。
蘇丹國的主要經濟來源是貿易。